# Zuid-Solok
Zuid-Solok (Indonesisch: Solok Selatan) is een regentschap in de provincie West-Sumatra op Sumatra, Indonesië. Het regentschap heeft 123.547 inwoners en heeft een oppervlakte van 3346 km². De hoofdstad van Solok Selatan is Padang Aro. Solok Selatan maakte tot 2003 deel uit van het regentschap Solok.
Het regentschap grenst in het noorden aan de regentschappen Solok en Dharmasraya, in het oosten aan het regentschap Dharmasraya, in het zuiden aan het regentschap Kerinci (provincie Jambi) en in het zuiden en westen aan het regentschap Zuid-Pesisir.
Solok Selatan is onderverdeeld in vijf onderdistricten (kecamatan):
- Koto Parik Gadang Diateh
- Sangir
- Sangir Batanghari
- Sangir Jujuan
- Sungai Pagu